# Almilla

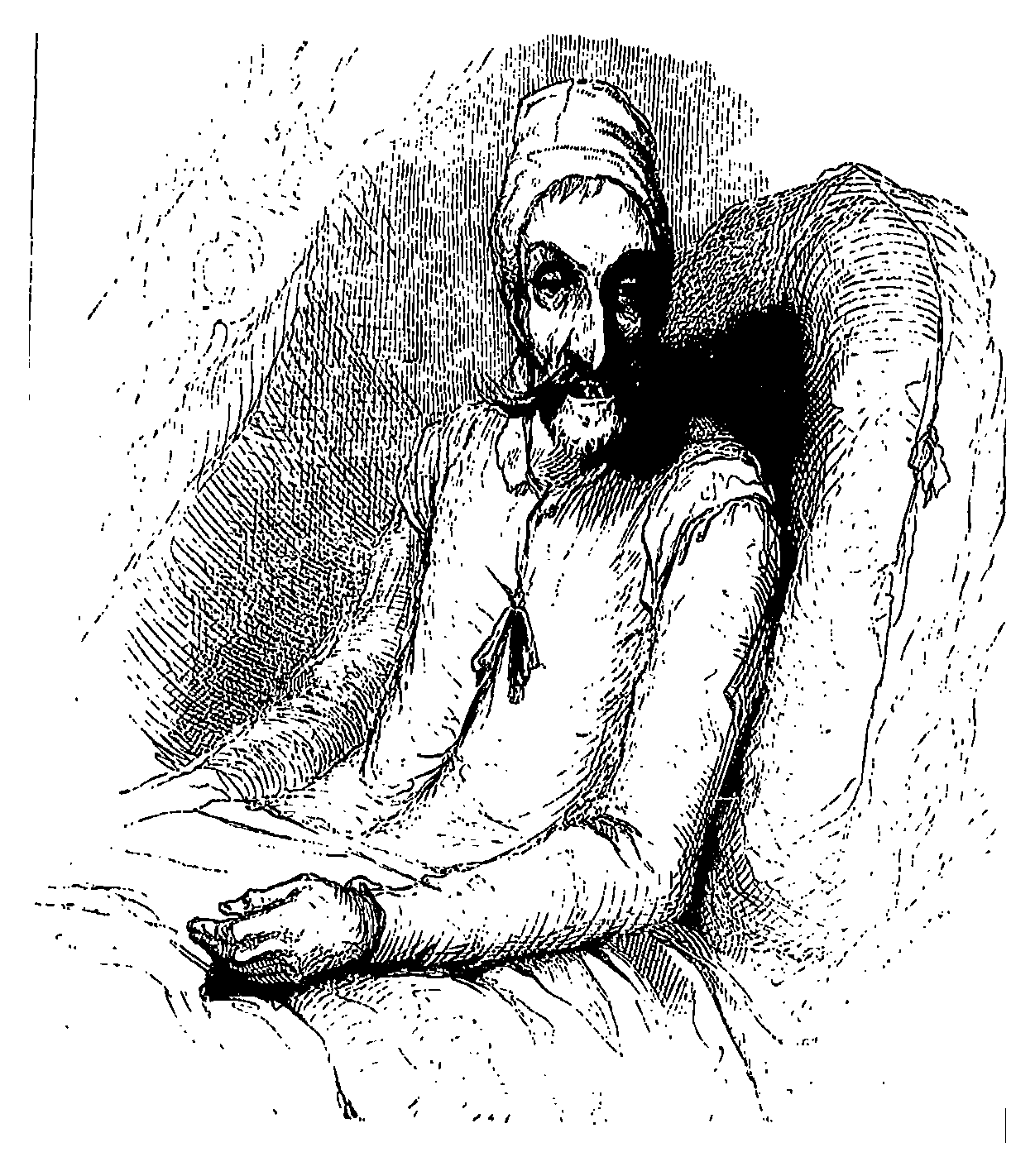
Alonso Quijano con almilla, según grabado de la edición francesa L’Ingénieux Hidalgo Don Quichotte de la Manche (1837), traducida por Louis Viardot.

Almilla, como prenda masculina de busto o jubón de armas "ceñido a la cintura y con faldones" y abrochado con cordones, era una prenda interior complementaria de la indumentaria militar que se llevaba debajo de la armadura (bajo el peto del arnés). Ajustada al cuerpo, con o sin mangas o con manga corta o media manga, podía llegar a ser una prenda muy lujosa como la almilla de un inventario de la corte española de los Austrias, descrita en 1620 "de seda verde de punta de aguja forrada en tafetán azul mar con cenefas de oro y plata". Como prenda femenina para dormir o camisa interior de cama también figura con frecuencia en la indumentaria popular, como puede leerse al inicio del capítulo primero de la Segunda Parte del Quijote.
Ejemplares conservados y datados entre los reinados de Felipe II de España y Carlos II, indican que su uso, aunque bastante restringido, se mantuvo a lo largo del periodo de la Casa de Austria. Prenda de abrigo hecha en un principio de felpa, de bayeta y de grana, evolucionó hacia modelos más sofisticados hechos de punto de aguja e incluso de brocado, como las más tardías.

## Etimología y sinonimia
Sebastián de Covarrubias, en su Tesoro, le da etimología pareja a la de «armilla», describiéndola como "vestidura militar corta y cerrada, por todas partes escotada y con solas medias mangas que no llegan al codo. Estas se llevan debajo de las armas, de donde tomaron el nombre de armilla. Hoy las usan marineros y pescadores, y de armilla dijeron corrompidamente almilla." Miguel Herrero García, que recoge esta cita en su Estudios sobre indumentaria española, propone sin embargo que el origen del término es "alma", como relleno para las prendas del busto, ateniéndose a la acepción que le da el Diccionario de Autoridades: "Todo lo que se sirve y se incluye o mete dentro de alguna cosa en sí de poca consistencia, para que le dé cuerpo y fortaleza". Por todo esto se entiende que en muchos diccionarios antiguos se relacione la almilla con el jubón, llegando a nombrarse como sinónimo, aunque en realidad fuese más afín a una camisa medieval.
Enrique de Leguina, en el Glosario de voces de armería, la relaciona con la coracina hecha con "launas" de acero, y que por tanto no podía llevarse debajo de la armadura.

## Almillas de mujer
También se conoce como almilla a la camisola o camisa corta usada por mujeres y hombres como ropa de cama. Así aparece descrita por Cervantes en el capítulo I del Segundo Libro del Quijote como prenda interior de abrigo: 

Visitáronle, en fin, y halláronle sentado en la cama, vestida una almilla de bayeta verde, con un bonete colorado toledano...

Además del ilustre manco, otros autores del Siglo de Oro español dejaron información y descripción de su uso. Así, Castillo Solórzano que narra la escena en la que la Garduña de Sevilla esconde entre las costuras de dos almillas un puñado de doblones, detalle que informa sobre el uso ocasional de dos almillas en vez de una, y de lo recóndito de su situación en el atavío de la mujer. También habla Lope de Vega de ella como prenda de dormir, cuando describe a una mujer en el lecho con "una almilla de tabí pajizo, con trencillas de oro sobre pestañas negras, tan ancha de mangas, que al levantar los brazos descubría con algún artificio parte de ellos". Puede completarse el capítulo de citas del Siglo de Oro con estos versos de Quevedo:

No sé si es alma o almilla
 esta que traigo en el cuerpo,
que si almilla, no calienta,
y si es alma, no la siento.
Francisco de Quevedo y Villegas

## Tipología
A pesar de ser hermana de las camisolas y de que hubo almillas de holanda, abundaron más las de felpa, tafetán, raso, punto de seda y oro, lama y tabí. En consecuencia, al no poder lavarse, solía forrarse de holandilla o tafetán y con adornos de pasamanería, bordados, trencillas y botones de plata. Estos ejemplares lujosos están documentados en la España desde comienzos del siglo XVI hasta finales del siglo XVIII, cuando era una habitual como prenda de cama de las clases aristocráticas.
Inventarios revisados entre 1580 y 1690, dan una idea de la variedad de precios de la prenda en función de su sastrería, desde 400 reales hasta 40 ducados.
En Centroeuropa, la menciona el pedagogo moravo Comenio en su obra erudita La puerta de las lenguas de 1631, donde la da como sinónimo de "camisola".

## Almillas americanas
Desaparecido el uso del término en Europa, se mantiene vivo en la América Hispana sin apenas variación en su significado, es decir referido a camisa, camisola, blusa o jubón lujosos, como puede leerse en estas líneas de la novela de Gabriel García Márquez Cien años de soledad: “Pietro Crespi era joven y rubio, el hombre más hermoso y mejor educado que se había visto en Macondo, tan escrupuloso en el vestir que a pesar del calor sofocante trabajaba con la almilla brocada y el grueso saco de paño...” Esta prensa es mencionada en la leyenda Don Dimas de la Tijereta, que forma parte de Tradiciones peruanas (1897), de Ricardo Palma: :"El escribano siguió en la operación hasta sacarse la almilla o jubón interior, y pasándola á Lilith le dijo:
—Deuda pagada y venga mi documento.
Lilit se echó á reír con todas las ganas de que es capaz un diablo alegre y truhán.
—Y ¿qué quiere usarced que haga con esta prenda?
—¡Toma! Esa prenda se llama almilla, y eso es lo que yo he vendido y á lo que estoy obligado. Carta canta. Repase usarced, señor diabolín, el contrato, y si tiene conciencia se dará por bien pagado. ¡Como que esa almilla me costó una onza, como un ojo de buey, en la tienda de Pacheco!"